# Korogoussou (Kokorou)
Korogoussou (auch: Kourgoussou, Koro Goussou, Korougoussou, Kurgussu) ist ein Dorf in der Landgemeinde Kokorou in Niger.

## Geographie
Das von einem traditionellen Ortsvorsteher (chef traditionnel) geleitete Dorf befindet sich rund 30 Kilometer nordwestlich des Hauptorts Kokorou der gleichnamigen Landgemeinde, die zum Departement Téra in der Region Tillabéri gehört. Zu den Siedlungen in der näheren Umgebung von Korogoussou zählen Alimboulé im Nordwesten, Tara im Nordosten und Sédey im Süden.
Es herrscht das Klima der Sahelzone vor, mit einer durchschnittlichen jährlichen Niederschlagsmenge zwischen 300 und 400 mm. Bei Korogoussou verläuft das Trockental Soulgou, das weiter talabwärts den See Mare d’Ingui speist und schließlich bei Abuja in den Fluss Niger mündet.

## Geschichte

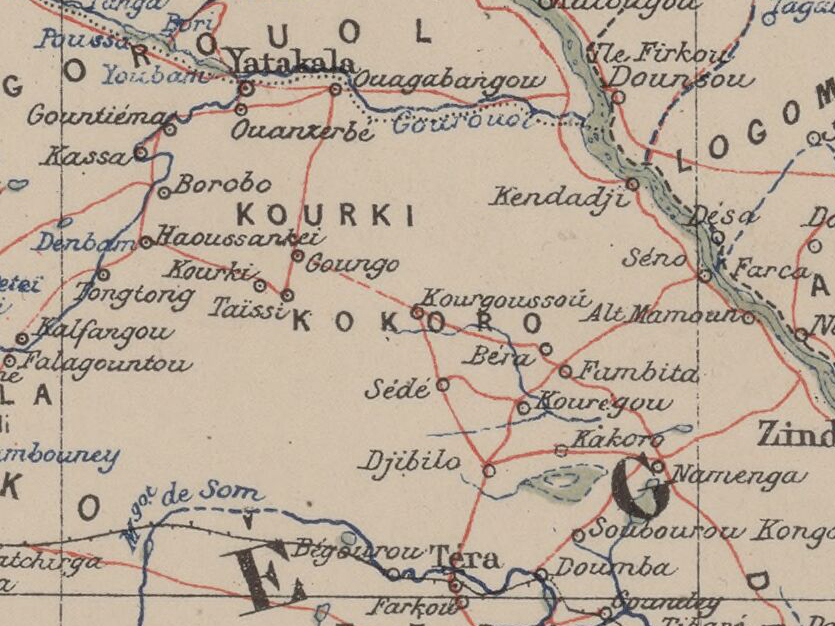
Ausschnitt einer Karte von 1903 mit Korogoussou (Kourgoussou) im Zentrum

Um die negativen Auswirkungen von Bodendegradation auf Ernährungskrisen in der Gemeinde Kokorou zu lindern, wurden 2010 in den Dörfern Korogoussou, Gounday und Tara 600 Erosionsschutzbänke errichtet und 1560 Forstpflanzen eingesetzt. Von diesen Maßnahmen waren insgesamt 100 Hektar Land betroffen.

## Bevölkerung
Bei der Volkszählung 2012 hatte Korogoussou 1183 Einwohner, die in 131 Haushalten lebten. Bei der Volkszählung 2001 betrug die Einwohnerzahl 818 in 123 Haushalten und bei der Volkszählung 1988 belief sich die Einwohnerzahl auf 1366 in 168 Haushalten.

## Wirtschaft und Infrastruktur
Im Dorf wird ein Wochenmarkt abgehalten. Der Markttag ist Sonntag. Es gibt eine Schule. Am Ortsrand von Korogoussou verläuft die 152,4 Kilometer lange Nationalstraße 5 zwischen der Stadt Téra und der Staatsgrenze mit Mali.